# Kanton Fismes
Der Kanton Fismes war bis 2015 ein französischer Kanton im Arrondissement Reims im Département Marne und in der Region Champagne-Ardenne; sein Hauptort war Fismes, Vertreter im Generalrat des Départements war zuletzt von 2002 François Mourra (UDF), ihm folgte im Jahr 2008 Jean-Pierre Pinon (PS) nach.
Der Kanton Fismes war 210,74 km² groß und hatte (1999) 14.133 Einwohner, was einer Bevölkerungsdichte von 67 Einwohnern pro km² entsprach.

## Gemeinden
Der Kanton bestand aus 24 Gemeinden:
| Gemeinde            | Einwohner Jahr | Fläche km² | Bevölkerungsdichte | Code INSEE | Postleitzahl |
| ------------------- | -------------- | ---------- | ------------------ | ---------- | ------------ |
| Arcis-le-Ponsart    | 298 (2013)     | –          | – Einw./km²        | 51014      | 51170        |
| Baslieux-lès-Fismes | 305 (2013)     | –          | – Einw./km²        | 51037      | 51170        |
| Bouvancourt         | 200 (2013)     | –          | – Einw./km²        | 51077      | 51140        |
| Breuil              | 350 (2013)     | –          | – Einw./km²        | 51086      | 51210        |
| Châlons-sur-Vesle   | 192 (2013)     | –          | – Einw./km²        | 51109      | 51140        |
| Chenay              | 254 (2013)     | –          | – Einw./km²        | 51145      | 51140        |
| Courlandon          | 293 (2013)     | –          | – Einw./km²        | 51187      | 51170        |
| Courville           | 468 (2013)     | –          | – Einw./km²        | 51194      | 51170        |
| Crugny              | 614 (2013)     | –          | – Einw./km²        | 51198      | 51170        |
| Fismes              | 5.418 (2013)   | 16,75      | 323 Einw./km²      | 51250      | 51170        |
| Hermonville         | 1.486 (2013)   | 13,3       | 112 Einw./km²      | 51291      | 51220        |
| Hourges             | 79 (2013)      | –          | – Einw./km²        | 51294      | 51140        |
| Jonchery-sur-Vesle  | 1.887 (2013)   | 3,2        | 590 Einw./km²      | 51308      | 51140        |
| Magneux             | 275 (2013)     | –          | – Einw./km²        | 51337      | 51170        |
| Montigny-sur-Vesle  | 524 (2013)     | –          | – Einw./km²        | 51379      | 51140        |
| Mont-sur-Courville  | 136 (2013)     | –          | – Einw./km²        | 51382      | 51170        |
| Pévy                | 223 (2013)     | –          | – Einw./km²        | 51429      | 51140        |
| Prouilly            | 583 (2013)     | –          | – Einw./km²        | 51448      | 51140        |
| Romain              | 334 (2013)     | –          | – Einw./km²        | 51464      | 51140        |
| Saint-Gilles        | 278 (2013)     | –          | – Einw./km²        | 51484      | 51170        |
| Trigny              | 538 (2013)     | –          | – Einw./km²        | 51582      | 51140        |
| Unchair             | 160 (2013)     | –          | – Einw./km²        | 51586      | 51170        |
| Vandeuil            | 219 (2013)     | –          | – Einw./km²        | 51591      | 51140        |
| Ventelay            | 256 (2013)     | –          | – Einw./km²        | 51604      | 51140        |

## Bevölkerungsentwicklung
| 1962  | 1968   | 1975   | 1982   | 1990   | 1999   | 2010   |
| ----- | ------ | ------ | ------ | ------ | ------ | ------ |
| 9 654 | 10.277 | 10.751 | 11.921 | 13.277 | 14.133 | 15.075 |